# Vespadelus pumilus
Vespadelus pumilus é uma espécie de morcego da família Vespertilionidae. Endêmica da Austrália.